# Сідні Фарбер

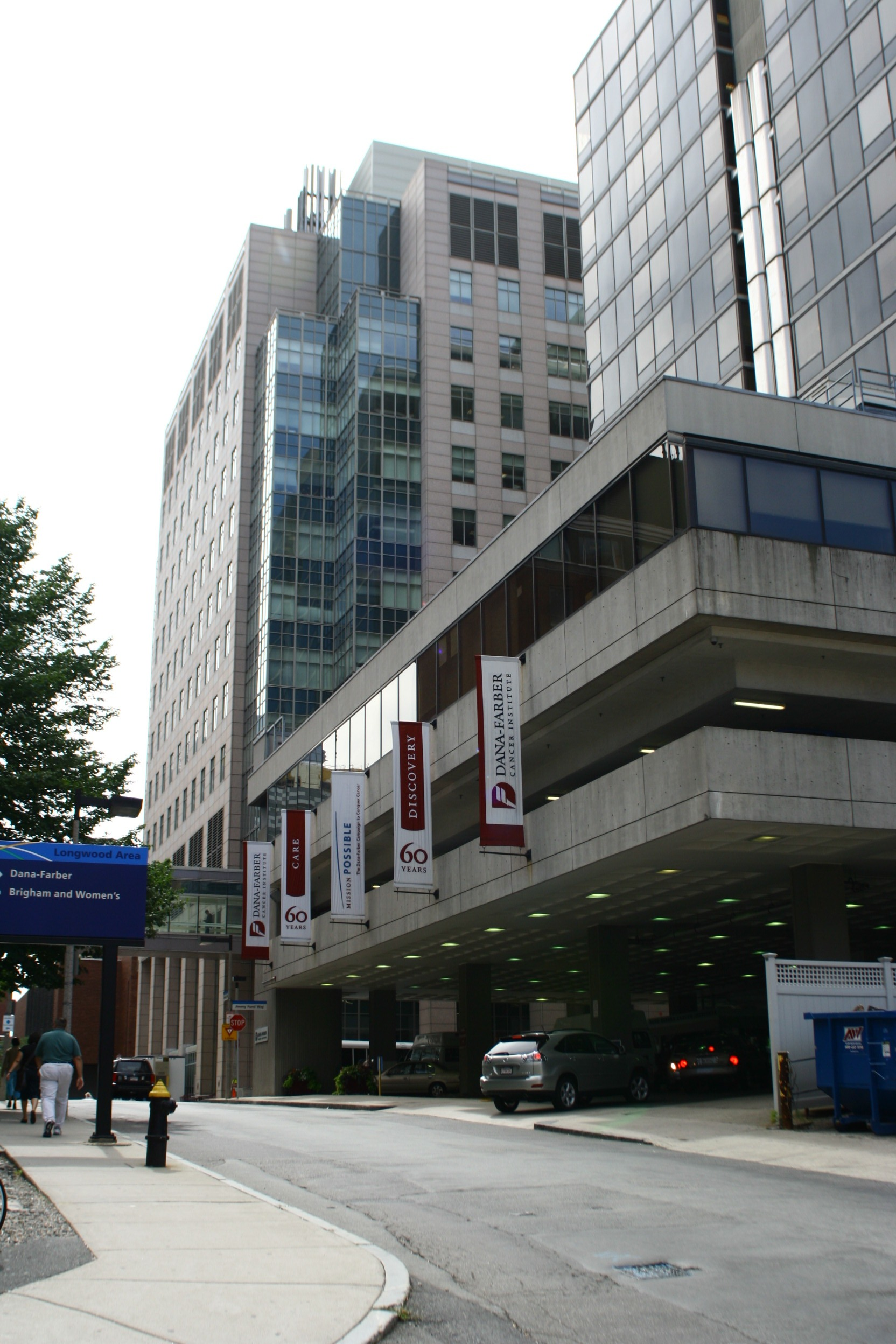
Лонґвудська медична й академічна територія. Ліворуч Будинок Дейни — Фарбера. Праворуч — Будинок Сміта.

Сі́дні Фа́рбер (англ. Sidney Farber, 30 вересня 1903, Баффало — 30 березня 1973, Бостон) — американський онколог, патолог і педіатр, основоположник сучасної хіміотерапії. Його іменем названо Онкологічний інститут Дейні — Фарбера.

## Біографія
Сідні Фарбер народився в єврейській сім'ї третім із чотирнадцяти дітей. Його батько, Симон Фарбер, колись барковик у Польщі, емігрував до США наприкінці дев'ятнадцятого століття й працював у страховому агентстві. Родина жила скромно у східній околиці Баффало, в єврейській громаді, що складалася переважно з власників крамниць, робітників, рахівників і мандрівних торговців. Вдома Фарбери послуговувалися мовою їдиш, а за межами домівки тільки німецькою й англійською.
Щоб оплачувати навчання в Університеті штату Нью-Йорк в Баффало, Сідні грав на скрипці в концертних залах. 1923 року він закінчив цей навчальний заклад. У середині 1920-х років багато хто з молодих євреїв, не можучи влаштуватися на студії в американських медичних школах, навчався в європейських. Сідні Фарбер один рік студіював медицину в Гайдельберзі та Фрайбурзі, а тоді вступив на другий курс Гарвардської медичної школи в Бостоні, яку закінчив у 1927-му.
Після інтернатури в бостонській Лікарні Пітера Бента-Бріґама й Дитячому шпитальному медичному центрі (Children's Hospital Medical Center) — науковим керівником був Кеннет Блакфан — Фарбер один рік працював асистентом у Мюнхенському патологічному інституті, а 1929 року став асистентом на кафедрі патології Гарвардської медичної школи й патологоанатомом у Бостонській дитячій лікарні. 1946 року був призначений завідувачем лабораторій, а в 1947-му — головним патологоанатомом цього медичного закладу. Фарбер написав працю про класифікацію пухлин у дітей і підручник «The Postmortem Examination».
Працюючи в Гарвардській медичній школі над дослідницьким проектом (ґрант виділило Американське онкологічне товариство), Фарбер виконав доклінічне й клінічне випробування аміноптерину — хімічної сполуки, яку на його прохання синтезував Єллапрагада Суббарао. Ця речовина — антифолат — блокує поділ лейкоцитів у перебігу гострої лімфобластної лейкемії. У 1948 році Фарбер показав, що можна досягти клінічної й гематологічної ремісії у випадках цієї хвороби. Завдяки цьому відкриттю Фарбера назвали батьком сучасної хіміотерапії неопластичних хвороб, а десять років до того — батьком сучасної педіатричної патології. 1952 року цей науковець уперше описав недугу, яку згодом назвали його іменем — хвороба Фарбера. У 1950-х — 1960-х роках він провадив дослідження раку. Зокрема, 1955 року відкрив, що в комбінованому лікуванні антибіотиком актиноміцином D й опроміненням можна досягти ремісії у випадках пухлини Вілмза — раку нирок.
Крім роботи в Гарвардській медичній школі й Дитячому шпитальному медичному центрі, Фарбер працював консультантом у Військовому інституті патології, Службі громадського здоров'я США, Національному інституті раку. Упродовж 1958 року він очолював Американське товариство патологів і мікробіологів. Був членом ради Освітнього фонду, а також Досліджень церебрального паралічу Сполучених Штатів — як зацікавлений лізосомними хворобами. У 1968 році Фарбера вибрали головою Американського онкологічного товариства. Він належав до ради Бельгійсько-американського освітнього фонду і вченої медичної ради Дослідного інституту Розвелл-Парк у Баффало. Фарбер був член Національної консультативної онкологічної ради, Національної консультативної ради здоров'я, Президентської комісії хвороб серця, раку й інсульту, Товариства педіатричних досліджень.

## Громадська діяльність
У 1947 році Фарбер започаткував Фонд дослідження раку в дітей, що мав на меті забезпечувати новітнє, відповідне для дітей лікування й допомагати у запобіганні онкологічним хворобам та в розвитку способів боротьби з ними.
На базі цього фонду постала науково-дослідна й лікувальна установа. У 1974 році її офіційно назвали Онкологічний центр Сідні Фарбера, а 1983-го (з огляду на велику фінансову підтримку від Фонду Дейни) перейменували на Онкологічний інститут Дейни — Фарбера. На 2010 рік він налічував 2934 працівники.
Того ж таки 1947 року Фарбер почав збирати кошти на дослідження раку з допомогою керівників розважального закладу «Вераєті клаб» (Variety Club). Разом вони заснували Фонд Джиммі. 22 травня 1948 року у прямому ефірі радіопрограми «Істина, або Наслідки» (Truth or Consequences) транслювали зустріч хворого на рак 12-річного Ейнара Ґустафсона (він став прообразом вигаданого Джиммі) й гравцями його улюбленої бейсбольної команди «Бостон брейвз». Радіоведучий закликав усіх пожертвувати на лікування хлопчика й на заснування Фонду Джиммі по 25 центів, можна й більше. До початку травня з усіх США надійшло понад 230 000 доларів. Фарбер зрозумів важливість залучення громадськості та використання всіх можливих способів для фінансування науково-дослідних робіт.
|  | Антифолати були першим Фарберовим відкриттям в онкології, а ця вирішальна істина – другим. Вона спричинила просто-таки сейсмічний зсув у його кар’єрі, значно суттєвіший, ніж перекваліфікація з патологоанатома на онколога. Це перетворення – з лікаря-клініциста на пропагандиста досліджень раку – відображає перетворення самого раку. Страшна хвороба виповзла з підвалу на яскраве світло публічности й невідворотно змінила лінію своєї історії. |

Від початку 1950-х до кінця життя Фарбер відвідував слухання в Конгресі й спонукав виділяти кошти на дослідження раку. Вміючи переконувати, мав у цьому успіхи. Зокрема, Конгрес ухвалив започаткувати Спільну групову програму клінічних досліджень (Clinical Trials Cooperative Group Program) і створити Національний службовий центр хіміотерапії (Chemotherapy National Service Center) при Національному інституті раку. Разом із своєю щирою приятелькою Мері Ласкер, активною діячкою на благо науково-дослідної роботи, відомим хірургом Майклом Еллісом Дебейкі, алабамським сенатором Дж. Лістером Гіллом і конгресменом із Род-Айленду Джоном Е. Фоґарті Фарбер домігся значного збільшення урядових асигнувань на дослідницьку роботу в галузі онкології. За 1957–1967 роки річний бюджет Національного інституту раку — державної установи, зріс від 48 мільйонів доларів доларів до 176 мільйонів.

## Смерть
|  | У другій половині дня 30 березня 1973 року на поверхах будівлі Фонду Джиммі пролунав дзвінок, що означає найневідкладнішу медичну допомогу. Звук настирно вривався у відчинені двері дитячої клініки, линув коридорами повз портрети героїв мультфільмів на стінах і вишикувані рядами ліжечка з білими простирадлами, повз дітей з катетерами у венах – аж до Бріґамської та Жіночої лікарень, де колись був інтерном Фарбер. Линув у минулий час – траєкторією його життя. Гурт лікарів та медсестер у халатах кинувся до сходів. Діставатися довелося трохи далі, ніж звичайно, – до далекого кінця лікарні на восьмому поверсі. У кімнаті з високими світлими вікнами вони застали Фарбера – обличчям до стола. Смерть настала від зупинки серця. Останні години життя минули в обговоренні прийдешности фонду Джиммі і напряму війни проти раку. Навколо небіжчика на полицях стояли акуратно розміщені видання – від його першої книжки про розтин до останньої статті про досягнення в лікуванні лейкозу, надрукованої того ж тижня. Потоком із усіх куточків світу надходили некрологи. Той, що від Мері Ласкер, був, мабуть, найкоротший і найщиріший, бо вона втратила не тільки друга, але й частину себе самої. «Безперечно, – написала Мері, – світ ніколи вже не буде таким, як був». |

## Родина
Крім самого Сідні Фарбера, у виданні Who's Who 1966 року фігурують його четверо братів. Гарольд — виконавчий директор страхової компанії. Марвін — професор філософії Університету штату Нью-Йорк в Баффало. Сеймур — пульмонолог. Юджин — дерматолог.
3 липня 1928 року Сідні Фарбер одружився з Нормою С. Гольцман — поетесою й дитячою письменницею. Подружжя жило в Брукліні й мало чотирьох дітей — Еллен, Стівена, Томаса і Міріам.

## Почесні академічні звання
- Саффолкського університету
- Бостонського університету
- Університету Брандіса в Массачусетсі
- Університету Провіденс
- Гентського університету
- Лувенського університету
- Каролінського інституту
- Медичного коледжу Альберта Ейнштейна
- Нью-Йоркського медичного коледжу

## Нагороди
- Міжнародна гуманітарна премія «Вераєті клаб» (1964)
- Премія Альберта Ласкера за клінічні дослідження — за піонерську роботу в педіатричній хіміотерапії (1966)
- Премія Ласкера — Дебейкі за клінічну дослідницьку роботу (1966)
- Премія Джадд за онкологічні дослідження — від Онкологічного центру «Меморіал Слоун-кеттерінґ»
- Велика Медаль Гентського університету
- Меморіальна премія Гіта — від Онкологічного інституту М. Д. Андерсона (1967)
- Премія Оскара Б. Гантера Американського терапевтичного товариства — за роботу в галузі експериментальної терапії (1968)
- Ціпок із золотою головкою (1972); перебуває в Лондоні, в Королівському коледжі лікарів (Foley, 1973)

## Пам'ять
Іменем Фарбера названо:
- Онкологічний інститут Дейни — Фарбера
- Будинок Фарбер-голл, споруджений 1953 року в Південному студентському містечку Університету штату Нью-Йорк в Баффало
- Будинок Дейни — Фарбера на Лонґвудській медичній і академічній території, найближче пов'язаній із Гарвардською медичною школою
- Хворобу, яку він описав і дослідив

## Зовнішні зв'язки
- Dana-Farber Cancer Institute
- American Cancer Society
- Children's Hospital Boston